# Reserva de la biosfera del archipiélago de Estonia occidental
La reserva de la biosfera del archipiélago de Estonia occidental (establecida en 1990) es una Reserva de la Biosfera de la UNESCO en Estonia, ubicada en el archipiélago de Estonia occidental en el Mar Báltico oriental. La reserva de 15,600 kilómetros cuadrados comprende las islas de Saaremaa, Hiiumaa, Vormsi y Muhu, así como numerosos islotes y partes marinas. Las islas se encuentran en la zona de transición entre las coníferas y el bosque de hoja ancha.

## Características ecológicas
El archipiélago de Estonia occidental se ubica en la parte sur de la zona de bosque boreal del hemisferio norte, donde la subzona del bosque de taiga sur se transforma en la subzona de madera dura de abeto. Desde el punto de vista geográfico, Estonia pertenece a la región euroiberiana del reino holártico.
El archipiélago representa los ecosistemas que se han formado en las formaciones costeras en diferentes fases de desarrollo del Mar Báltico en los últimos diez mil años. Las características distintivas y la diversidad de la naturaleza en las islas del oeste de Estonia están influenciadas principalmente por la posición geográfica, la edad joven de la zona, la riqueza de cal de los suelos y los siglos de actividad humana.
Un largo litoral con playas bajas y de dunas, bahías bajas con pequeños islotes y encinas y miles de años de uso de la tierra ha formado la estructura de los bosques, prados, tierras de cultivo y pastizales de las islas, cuyo resultado es un paisaje de mosaicos y la naturaleza diversa de las islas. Los hábitats terrestres contienen bosques de pinos, abetos mixtos y bosques de hoja caduca, enebros y praderas costeras, pantanos y turberas. Los bosques de alvar (abetos, pinos o abedules en planicies de piedra caliza con suelos delgados) son de particular interés. Partes del área están designadas como humedales considerados importantes de acuerdo con las especificaciones de Ramsar.
Los ecosistemas valiosos consisten en las aguas poco profundas del mar Báltico, islotes, lagunas, pastizales (costeros, alvar, aluviales o pantanosos), bosques y prados boscosos.

## Actividades humanas
A partir de 2012, la población de la reserva era de unos 43.000. Las actividades humanas primarias incluyen la industria alimentaria (pesca, productos lácteos, panadería); industria forestal y maderera; industria del plástico; Industria electrónica; comercio; transporte; y turismo